# M93 Hornet
M93 Hornet — американская противотанковая мина, способная поражать цели на расстоянии до 100 метров от своей позиции.

## Разработка
Разработка M93 началась в конце 1980-х годов в ответ на численное превосходство стран Организации Варшавского договора в бронетехнике над странами НАТО в Европе. Стала частью концепции Assault Breaker, призванной компенсировать это превосходство за счет использования высокотехнологичного оружия дальнего действия.
Контракт на разработку был заключен Honeywell Defense Systems и Textron Inc. в августе 1987 года. В апреле 1990 года Textron Inc. получила контракт на завершение разработки системы.
После окончания Холодной войны и распада Советского Союза пропала угроза Западной Европе со стороны крупных бронетанковых формирований. Это, в сочетании с высокой ценой за единицу M93, составлявшей в 119 190 долларов США (в долларах 1996 года), привело к прекращению программы в 1997 году. Было произведено всего 441 мины.
В начале 2020-х годов армия США занялась разработкой оружия аналогичной конструкции — боеприпаса XM204 Top-Attack Munition.

## Описание
M93 использовала как сейсмические, так и акустические датчики для отслеживания и идентификации потенциальных целей в радиусе действия. Как только мина обнаруживала подходящую цель, она поворачивалась к цели и поднимала пусковую установку суббоеприпаса под необходимым углом. Затем суббоеприпас выстреливался в направлении цели с помощью газогенератора. Инфракрасный датчик на суббоеприпасе сканировал землю по мере его движения, ища цель. После обнаружения цели суббоеприпас активировал боеголовку, использовавшую эффект Мишная — Шардина, чтобы разогнать 450-граммовую танталовую пулю вместе с рядом более мелких фрагментов вниз к атакуемой цели.